# ナルコーシス
ナルコーシス（Narcosis）はペルー・リマ出身のバンド。1970年代後半にロンドンで勃興した、パンク/ニュー・ウェイヴ・ムーヴメントを代表するバンド。自国の室・政府・大手企業などを攻撃した歌詞など、反体制派のスタイルが特徴。また、短命でありながらも、後世のミュージック・シーンやファッション界にも多大な影響を与えた。
｢ローリング・ストーンの選ぶ歴史上最も偉大な100組のアーティスト」において第60位。

## メンバー
- ルイス「ウィチョ」ガルシア (Wicho García) (1984年-86年, 2014年- )
- フェルナンド カチェロ バイアル (Cachorro Vial) (1984年-86年, 2014年- )
- ホルヘ「ペロ」マドゥーニョ (Pelo Madueño) (1984年-86年, 2014年- )

## ディスコグラフィー

### アルバム
スタジオ ・アルバム
- 最初の線量 - Primera Dosis（1985年）